# محمد رفيع الجيلاني
محمد رفيع بن فرج الجيلاني (يوم ولادته غير مؤرّخ - 1160 هـ). هو رجل دين وفقيه شيعي إيراني أصله من جيلان إلّا أنه عاش أكثر حياته في مشهد حتى أُضيف لقب المشهدي إلى إسمه. بالإضافة لكونه رجل دين فقد كان شاعراً وأديباً ينظم الشعر باللغتين العربية والفارسية، وهو من تلامذة محمد باقر المجلسي، وجمال الدين الخوانساري، وجعفر القاضي وحصل منهم جميعاً على إجازات الرواية.

## مؤلفاته
| - شرح نهج البلاغة. - أصل الأصول في حاشية معالم الأصول. - كشف المدارك. - شواهد الإسلام. - حاشية الروضة البهية. | - حاشية أنوار التنزيل. - حاشية الشافي. - الاجتهاد والتقليد. - صلاة الجمعة. |

وقد ذكر عبد النبي القزويني في ترجمته للجيلاني في كتابه تتميم أمل الآمل أن له رسائل متفرقة في تتميم استدلال الإمامية بآية لا ينال عهدي الظالمين على بطلان إمامة الخلفاء الثلاثة، والرد على الفخر الرازي في استدلاله بآية وسيجنبها الأتقى على أفضلية أبي بكر، وتفسير آية وما خلقت الجن والإنس الا ليعبدون.

### الكتب
- تلامذة المجلسي. السيد أحمد الحسيني، طبع قم - إيران، عام 1410 هـ، منشورات مكتبة آية الله المرعشي النجفي.
- تتميم أمل الآمل. عبد النبي القزويني، طبع قم - إيران، عام 1407 هـ، منشورات مكتبة آية الله المرعشي النجفي.

### إشارات مرجعية
1. ↑  الحسيني، السيد أحمد. تلامذة المجلسي. ص. ص 100.
النسخة الإلكترونية
2. 1 2  الحسيني، السيد أحمد. تلامذة المجلسي. ص. ص 101.
النسخة الإلكترونية
3. 1 2  القزويني، عبد النبي. تتميم أمل الآمل. ص. ص 184.
النسخة الإلكترونية